# 職業訓練指導員 (ニット科)
職業訓練指導員 (ニット科)（しょくぎょうくんれんしどういん ニットか）は、職業訓練指導員免許のうちの1つ。厚生労働省管轄。

## 受験資格
職業訓練指導員免許の受験資格と試験免除を参照。ニット製品製造技能士の保有者など。

## 試験科目

### 学科試験
1. 指導方法（職業訓練原理、教科指導法、訓練生の心理、生活指導及び職業訓練関係法規）
2. 関連学科
  1. 系基礎学科
    1. 被服学（被服史　被服論　縫製）
    2. デザイン（色彩　造形　デザイン画　製図）
    3. 安全衛生（安全管理　衛生管理）

  2. 専攻学科
    1. ニット一般（生地の種類及び性質　ニット組織）
    2. ニット材料（ニット原料　原料処理法）
    3. 服装デザイン（服飾心理　商品企画　着装画　色彩法　スタイル画）
    4. ニット製造法（ニット製造法　製造機械）

### 実技試験
1. パターンメイキング
2. ニット製品製作